# Atoms

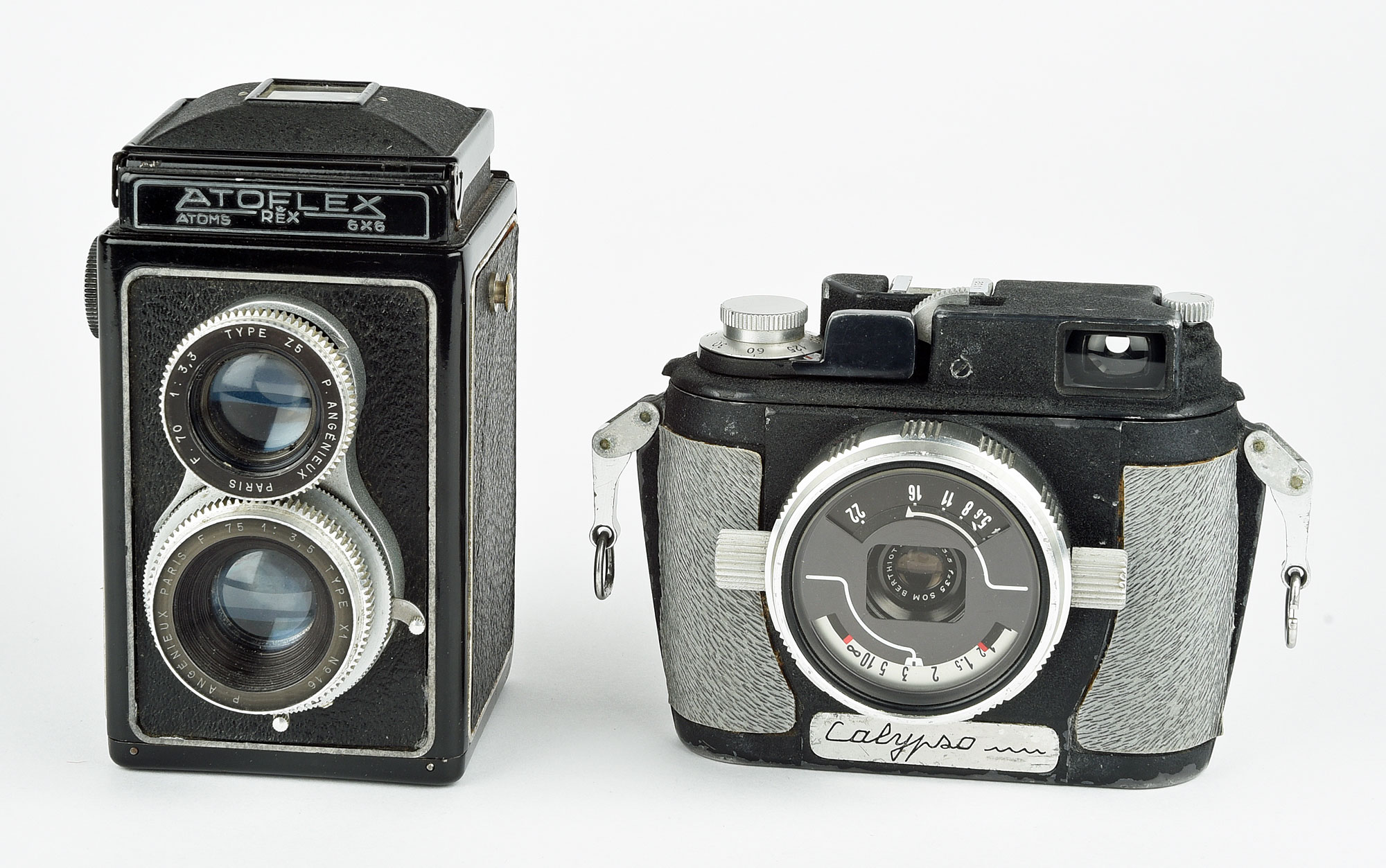
Atoms Atoflex et Calypso

Atoms (Association de Techniciens en Optique et Mécanique Scientifique) est une fabrique disparue d'appareils photographiques créée en 1946 sous l'impulsion d'André Grange déjà créateur de Photorex, magasin de gros en matériel photographique à Saint-Étienne qui voulait se lancer dans la production des appareils photographiques. Il s'agissait d'un groupement de techniciens actionnaires de plusieurs spécialités. L'opticien du groupe était Pierre Angénieux. Un des membres, René Carrouée, possédant une usine de mécanique à Nice, c'est là que le matériel est fabriqué.
Atoms a équipé plusieurs marques en obturateur "Atos" et sera le fabricant du Calypso.

## Histoire
Juste après la Seconde Guerre mondiale, André Grange cherche à se lancer dans la vente en gros d'appareils photo. Si la demande est là, l'offre est quasiment inexistante, les fabricants n'ont pas besoin de grossistes pour vendre leur production et la seule solution restante est de se lancer dans la fabrication. Monsieur Grange ayant une formation artistique, il choisit de rassembler et financer des techniciens ; horlogers, ingénieurs, mécaniciens et opticien. L'acronyme choisi fait référence à la nouveauté technologique la plus novatrice de l'époque, l'atome.

## Production
En 1946, la pénurie d'obturateurs est totale avec les usines allemandes se relevant lentement des destructions et des réquisitions de matériel au titre des dommages de guerre. La première étape est donc la réalisation de deux modèles d'obturateurs, les Atos I et Atos II très réussis et qui, outre les appareils Atoms et Photorex, équiperont des appareils Alsaphot, Fex, Kodak, Lumière, Foca, Sem, Royer, Vergne etc.,,.
Le premier appareil à deux objectifs produit est l'Aiglon de 1946. Il s'agit d'un faux-reflex ou l'objectif de visée ne permet pas de faire la mise au point. Il sera commercialisé par Photorex. Son boitier en fonte d’aluminium servira pendant une vingtaine d'années pour d'autres appareils voire d'autres marques.
L'Aiglon n'était qu'une étape destinée à financer la fabrication d'un vrai reflex 6 × 6, ce sera l'Atoflex de 1948 qui est donné comme le premier reflex 6 × 6 français (le Semflex est cependant aussi sorti en 1948). Atoms envoyait les boitiers nus à l'usine Angénieux de Saint-Héand où ils étaient munis de la platine portant les deux objectifs déjà montés et réglés. Les appareils prenaient ensuite la direction de Photorex à Saint-Étienne d’où ils étaient livrés aux revendeurs. En ces temps de pénurie, le succès est considérable mais la concurrence du Semflex se fait vite sentir.

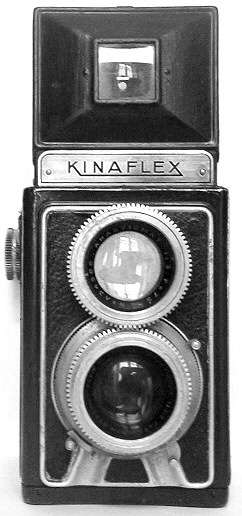
Le Kinaflex.

Pour lutter contre cette concurrence, Photorex (et donc Atoms) propose une version bon marché, l'Aiglon Reflex en 1950 sans autre résultat que de provoquer la sortie d'un appareil comparable, le Semflex T950.
C'est à ce moment que les destinées de Photorex et d'Atoms divergent. Monsieur Grange crée une nouvelle usine à Saint-Étienne pour produire ses appareils sous le nom de Rex-Reflex mais « ceci est une autre histoire ».
Atoms continue la fabrication d'Atoflex pour diverses marques : Babyflex et Kinaflex pour Kinax, Lumifex et Lumireflex pour Lumière, Luxoflex pour Photo-Plait (un revendeur parisien), Dreflex pour Pierrat et d'autre marques de distributeurs et sa production se recentre sur les obturateurs.
En 1960, Atoms fabrique le Calypso étudié par Jean de Wouters et commercialisé par la Spirotechnique.
En 1962, il fournit à la SEM les obturateurs de ses Challenger et Colorado.